# تلیکو ویلیج (تنسی)
تلیکو ویلیج(به انگلیسی: Tellico Village) شهری در ایالت تنسی کشور ایالات متحده آمریکا است که جمعیت آن در سرشماری سال ۲۰۱۰ میلادی، ۵٬۷۹۱ نفر بوده‌است.